# Collio
Collio là một đô thị thuộc tỉnh Brescia dans la Lombardia ở Ý. Đô thị này có diện tích 53 km², dân số 2315 người.
Đô thị này có các làng sau: Memmo, Tizio, S. Colombano.
Đô thị này giáp với các đô thị sau: Bagolino, Bienno, Bovegno, Lavenone, Marmentino, Pertica Alta, Pertica Bassa.